# Gilberto Milani
Gilberto Milani (Milán, Reino de Italia, 13 de mayo de 1932 - Varese, Italia, 30 de octubre de 2021) fue un piloto de motociclismo y dirigente deportivo italiano, que compitió en el Campeonato del Mundo de Motociclismo entre 1959 y 1970.

## Biografía
Séptimo de nueve hermanos, comenzó a competir en 1949, participando en algunas carreras de regularidad con un Lambretta. En 1951 debutó en Speed, siempre con la Innocenti. En 1953 Milani participó en la renacida Giro Motociclistico d'Italia con una Sterzi 175, terminando en tercer lugar de la clase. Ese año también conseguirá un triunfo en Pescara. En la siguiente temporada, Milani fue contratado por Mondial. Con las 125 y 175 de un solo eje de la Casa dei conti Boselli, el piloto lombardo obtendrá varias victorias. Después de estos brillantes resultados, Milani pasará en 1955 a sénior. Sin embargo, en las temporadas 1955 y 1956 no conseguirá resultados destacados, penalizado por algunas decisiones de Mondial, como la no participación en el Motogiro y en Milán-Taranto.
En 1956 debutó en el Campeonato Mundial, bajo la escudería de MV Agusta, en el GP de Naciones de 125cc. Pero el otoño siguiente, Agusta pidió a Milani que volviera a Junior nuevamente donde ganaría el título italiano de los 500 con la MV de 4 cilindros. Regresó a Seniores en 1958 aunque corrió solo tres carreras. Entre 1959 y 1961 corrió con Paton, Norton, Honda (fue el primer europeo en traer la 250 4 cilindros japonesa, a las carreras en el GP de las Naciones de 1960), Benelli y Bianchi. En 1962 se mudó a Aermacchi como mecánico, piloto y piloto de pruebas, donde permaneció fiel hasta el final de su carrera.
Fue el primer piloto de Aermacchi, obteniendo varios resultados destacados con el modelo Ala d'Oro  en las clases de 250, 350 y 500cc. Su mejor año en el Campeonato Mundial fue 1969, cuando estuvo cerca de la victoria en el GP de Yugoslavia, derrotado por la Jawa de Silvio Grassetti. La siguiente carrera de los 500 lo devolvió nuevamente a la cabeza hasta que cayó debido el asfalto mojado por la lluvia. La caída marcó el retiro de Milani de las competiciones, pero no del entorno de las carreras, convirtiéndose en director deportivo de Aermacchi. En su nuevo papel, acompañará al ascenso del RR 250-350 de dos tiempos y dos cilindros, conducido primero por Renzo Pasolini y luego por Walter Villa. Con la llegada de Cagiva, Milani continuó operando en el Departamento de Carreras de Schiranna, primero siguiendo las carreras de 500 y luego Mito 125 en el campeonato Sport Production.

## Resultados en el Campeonato del Mundo
Sistema de puntuación desde 1969 hasta 1987:
| Posición | 1.º | 2.º | 3.º | 4.º | 5.º | 6.º | 7.º | 8.º | 9.º | 10.º |
| Puntos   | 15  | 12  | 10  | 8   | 6   | 5   | 4   | 3   | 2   | 1    |

### Carreras por año
| Año  | Categoría | Equipo    | 1       | 2       | 3       | 4        | 5       | 6       | 7       | 8       | 9       | 10      | 11      | 12      | 13    | Pts. | Pos. |
| ---- | --------- | --------- | ------- | ------- | ------- | -------- | ------- | ------- | ------- | ------- | ------- | ------- | ------- | ------- | ----- | ---- | ---- |
| 1956 | 125cc     | MV Agusta | IOM -   | NED -   | BEL -   | GER -    | ULS -   | NAT Ret |         |         |         |         |         |         |       | 0    | -    |
| 1959 | 250cc     | Ducati    |         | IOM -   | GER -   | NED -    |         | SWE -   | ULS -   | NAT 7   |         |         |         |         |       | 0    | -    |
| 1960 | 125cc     | Honda     |         | IOM -   | NED -   | BEL -    |         | ULS -   | NAT Ret |         |         |         |         |         |       | 0    | -    |
| 1960 | 250cc     | Honda     |         | IOM -   | NED -   | BEL Ret  | GER -   | ULS -   | NAT 5   |         |         |         |         |         |       | 2    | 16.º |
| 1961 | 125cc     | Paton     | ESP -   | GER -   | FRA -   | IOM -    | NED -   | BEL Ret | RDA -   | ULS -   | NAT 12  | SWE -   | ARG -   |         |       | 0    | -    |
| 1961 | 250cc     | Aermacchi | ESP -   | GER -   | FRA -   | IOM Ret  | NED -   | BEL -   | RDA -   | ULS -   | NAT -   | SWE -   | ARG -   |         |       | 0    | -    |
| 1961 | 350cc     | Norton    |         | GER Ret |         | IOM 25   | NED -   |         | RDA -   | ULS -   | NAT Ret | SWE -   |         |         |       | 0    | -    |
| 1961 | 500cc     | Aermacchi |         | GER -   | FRA -   | IOM Ret  | NED -   | BEL -   | RDA -   | ULS -   | NAT -   | SWE -   | ARG -   |         |       | 0    | -    |
| 1962 | 250cc     | Aermacchi | ESP Ret | FRA -   | IOM Ret | NED -    | BEL -   | ULS -   | RDA -   | NAT 5   | FIN -   | ARG -   |         |         |       | 2    | 24.º |
| 1962 | 350cc     | Aermacchi |         |         | IOM -   | NED -    |         | ULS -   | RDA -   | NAT Ret | FIN -   |         |         |         |       | 0    | -    |
| 1963 | 250cc     | Aermacchi | ESP 6   | GER Ret |         | IOM -    | NED -   | BEL -   | ULS -   | RDA -   | FIN -   | NAT -   | ARG -   | JPN -   |       | 1    | 25.º |
| 1963 | 350cc     | Norton    |         | GER 5   | IOM -   |          | NED -   | BEL -   | ULS -   | RDA -   | FIN -   | NAT -   |         |         |       | 2    | 18.º |
| 1964 | 250cc     | Aermacchi | USA -   | ESP Ret | FRA -   | IOM Ret  | NED 6   | BEL 9   | GER Ret | RDA 4   | ULS -   |         | NAT 10  | JPN -   |       | 4    | 17.º |
| 1964 | 350cc     | Aermacchi |         |         |         | IOM Ret  | NED Ret |         | GER 4   | RDA Ret | ULS -   | FIN -   | NAT Ret | JPN -   |       | 3    | 14.º |
| 1965 | 250cc     | Honda     | USA -   | GER 6   | ESP -   | FRA -    | IOM 7   | NED 7   | BEL -   | RDA -   | CZE -   | ULS -   | FIN -   | NAT Ret | JPN - | 1    | 33.º |
| 1965 | 350cc     | Aermacchi |         | GER Ret |         |          | IOM 6   | NED 5   |         | RDA -   | CZE 4   | ULS -   | FIN -   | NAT 9   | JPN - | 6    | 9.º  |
| 1966 | 250cc     | Aermacchi | ESP Ret | GER -   | FRA 7   | NED -    | BEL -   | RDA -   | CZE -   | FIN -   | ULS -   | IOM -   | NAT -   | JPN -   |       | 0    | -    |
| 1966 | 350cc     | Aermacchi |         | GER -   | FRA 4   | NED 12   |         | RDA -   | CZE -   | FIN -   | ULS -   | IOM -   | NAT -   | JPN -   |       | 3    | 21.º |
| 1967 | 250cc     | Aermacchi | ESP -   | GER -   | FRA -   | IOM >Ret | NED Ret | BEL -   | RDA -   | CZE 9   | FIN -   | ULS -   | NAT -   | CAN -   | JPN 5 | 2    | 20.º |
| 1967 | 350cc     | Aermacchi |         | GER 6   |         | IOM 6    | NED 7   |         | RDA -   | CZE 9   |         | ULS -   | NAT 16  |         | JPN 5 | 4    | 11.º |
| 1968 | 250cc     | Aermacchi | GER -   | ESP -   | IOM -   | NED 9    | BEL -   | RDA -   | CZE 5   | FIN -   | ULS -   | NAT Ret |         |         |       | 2    | 15.º |
| 1968 | 350cc     | Aermacchi | GER -   |         | IOM -   | NED 3    |         | RDA -   | CZE -   |         | ULS -   | NAT Ret |         |         |       | 4    | 10.º |
| 1968 | 500cc     | LinTo     | GER -   | ESP -   | IOM -   | NED -    | BEL -   | RDA -   | CZE -   | FIN -   | ULS -   | NAT Ret |         |         |       | 0    | -    |
| 1969 | 350cc     | Aermacchi | ESP -   | GER -   |         | IOM -    | NED -   |         | RDA -   | CZE -   | FIN -   | ULS -   | NAT Ret | YUG 2   |       | 12   | 15.º |
| 1969 | 500cc     | Aermacchi | ESP -   | GER 7   | FRA -   | IOM -    | NED 4   | BEL -   | RDA -   | CZE -   | FIN -   | ULS -   | NAT 2   | YUG Ret |       | 24   | 8.º  |
| 1970 | 125cc     | Aermacchi | GER -   | FRA -   | YUG -   | IOM -    | NED Ret | BEL -   | RDA -   | CZE -   | FIN -   | ULS -   | NAT -   | ESP -   |       | 0    | -    |
| 1970 | 500cc     | Aermacchi | GER -   | FRA -   | YUG -   | IOM -    | NED -   | BEL DNQ | RDA -   | CZE -   | FIN -   | ULS -   | NAT Ret | ESP -   |       | 0    | -    |